# Nouvelle gauche
Pour les articles homonymes, voir Nouvelle gauche (homonymie).
 (mai 2025).
La nouvelle gauche, ou en anglais : New Left, est une expression utilisée pour qualifier un ensemble de mouvements de gauche et d'extrême gauche dans différents pays, essentiellement durant les années 1960 et 1970. 

## Description et historique
Les remises en cause portées par la nouvelle gauche sont à la fois sociales, économiques, mais aussi philosophiques et même psychologiques (voir antipsychiatrie). Elle se constitue en grande partie dans la critique des mouvements de gauche « traditionnels » du passé, dont l'analyse se focalise surtout sur le travail, et ainsi sur les luttes des travailleurs (du mouvement ouvrier, et le militantisme des syndicats et des partis de gauche).
Les mouvements de la nouvelle gauche, bien que s'inspirant largement des analyses passées (principalement des analyses marxistes ou marxiennes mais aussi libertaires), adoptèrent une nouvelle définition, plus large, du militantisme politique et de la critique sociale. Pour l'exemple, nombre de cercles politiques de l'époque ont articulé une critique virulente des valeurs sociales alors dominantes, et en particulier de toute autorité et du travail (comme les situationnistes).
Ces divers mouvements se sont peu à peu essoufflés à partir de la fin des années 1970, lorsque leurs principaux militants se sont engagés dans de nouveaux partis, de nouvelles organisation pour la justice sociale, ont changé « d'identité politique », se sont tournés vers des modes de vie alternatifs, sont morts, ou devenus politiquement inactifs.
Aujourd'hui, la marque de cette nouvelle gauche se ressent fortement au travers des mouvements alter-mondialistes, dans les mouvements anticapitalistes et antifascistes, ainsi que dans les organisations et groupes autonomes qui revendiquent parfois son influence.

## Dans le monde

### Croatie
Nouvelle Gauche (en croate : Nova ljevica) est un parti politique social-démocrate et socialiste démocratique en Croatie créé en 2016. Il promeut également l'antifascisme, l'environnementalisme et le progressisme sur les questions sociales.

### États-Unis
La nouvelle gauche en Amérique du Nord et aux États-Unis, mais aussi en Europe et en France est aussi associée au mouvement hippie, à l'agitation étudiante des campus universitaires (Mai 1968) et se lie à une redéfinition de la contestation, et donc de l'oppression : plus seulement « de classe », mais désormais perçue par ces mouvements comme aussi de genre, de « race », contre l'oppression concernant la sexualité (voir aussi révolution sexuelle), et même pour la protection de l'environnement.

### France
- Groupe Nouvelle Gauche, groupe parlementaire constitué par les députés du Parti socialiste et apparentés au cours de la XVe législature de la Cinquième République française,
- Nouvelle Gauche, ancien courant du Parti socialiste français,
- Mouvement uni de la nouvelle gauche ou Nouvelle gauche, parti politique français existant de 1955 à 1957,
- Nouvelle gauche, mouvement issus des comités de soutien à la candidature de Pierre Juquin à l'élection présidentielle française de 1988, qui fusionne en 1989 avec le PSU pour former l'Alternative rouge et verte ;

### Grèce
Nouvelle Gauche est un parti politique grec créé en 2023 à la suite de la fragmentation de SYRIZA.

### Japon
Nouvelle Gauche est un mouvement politique japonais, reprenant les idées de la nouvelle gauche occidentale. Elle se démarque des partis de gauche plus anciens comme le Parti communiste japonais et le Parti social-démocrate.

### Luxembourg
Nouvelle Gauche (Nei Lénk) est un parti politique luxembourgeois, ancêtre de l'actuel parti La Gauche (déi Lénk) ;

### Pologne
Nouvelle Gauche est un parti politique polonais fondé en 2021 par la fusion de l'Alliance de la gauche démocratique et de Printemps.

### Royaume-Uni
Comme en France, la nouvelle gauche au Royaume-Uni fut caractérisée d'abord par un mouvement principalement intellectuel, qui tenta de « corriger » ce que beaucoup identifiaient comme les erreurs d'analyse et de stratégie des partis de la « Vieille Gauche » issus de la période d'après-guerre, pour changer la société.